# Xã Greenup, Quận Cumberland, Illinois
Xã Greenup (tiếng Anh: Greenup Township) là một xã thuộc quận Cumberland, tiểu bang Illinois, Hoa Kỳ. Năm 2010, dân số của xã này là 2.413 người.